# 13 Pułk Ułanów Wileńskich
13 Pułk Ułanów Wileńskich (13 p.uł.) – oddział kawalerii Samoobrony Litwy i Białorusi, Wojska Litwy Środkowej, Wojska Polskiego II RP oraz Armii Krajowej.
Pułk powstał w listopadzie 1918 jako oddział konny rtm. Władysława Dąbrowskiego. Przekształcony w 1 pułk Ułanów Wileńskich wziął udział w zajęciu Wilna, a potem walczył w wojnie polsko-bolszewickiej na froncie litewsko-białoruskim. W czasie bitwy warszawskiej prowadził działania rajdowe na tyłach wojsk sowieckich na północnym Mazowszu, a w czasie bitwy niemeńskiej działania pościgowe w kierunku na Mołodeczno. W październiku 1920 dołączył do grupy wojsk gen. Lucjana Żeligowskiego, których zadaniem było opanowanie Wilna i Wileńszczyzny.
W okresie pokoju pułk stacjonował w garnizonie Nowa Wilejka, a jego szwadron zapasowy w garnizonie Wołkowysk. Święto pułkowe obchodzone było 25 lipca, w rocznicę boju pod Janowem w 1920.
W kampanii wrześniowej pułk prowadził działania w ramach macierzystej Wileńskiej Brygady Kawalerii. 2 września zamykał kierunek Piotrków Trybunalski – Tomaszów Mazowiecki. W kolejnych dniach wycofywał sie przez Opoczno i Sulejów, by 9 września znaleźć się nad Wisłą w rejonie Maciejowic. Tu przeprawił się na środkach podręcznych i wpław na prawy brzeg Wisły, gdzie dowódca pułku zdołał zebrać niepełne dwa szwadrony. Około 17 września w rejonie Włodawy resztki pułku dołączyły do Mazowieckiej Brygady Kawalerii i w jej składzie walczyły pod Suchowolą. Wobec niemożności przebicia się na południe do granicy polsko-węgierskiej, 27 września pułk został rozwiązany.

## Formowanie i zmiany organizacyjne
Pod koniec listopada 1918, w ramach Samoobrony Wileńskiej powstał oddział konny rtm. Władysława Dąbrowskiego. Duży napływ uzbrojonych ochotników z końmi w ciągu kilku dni pozwolił przekształcić oddział  w szwadron. 27 grudnia, w majątku Pośpieszka pod Wilnem, z oddziałów konnych Samoobrony Litwy i Białorusi, sformowany został 1 pułk Ułanów Wileńskich. Następnego dnia pułk przeniesiony został do garnizonu Wilno, do koszar na Antokolu. W czerwcu 1919 otrzymał numer i nazwę – 13 pułk Ułanów Wileńskich. 31 grudnia pułk składał się z trzech szwadronów liniowych, oddziału karabinów maszynowych oraz oddziału pionierów i liczył 25 oficerów i 220 ułanów.
Służyło w nim wielu tzw. „zagończyków”, do których zaliczał się także jego pierwszy dowódca mjr Władysław Dąbrowski ps. „Dąb”. Po wcieleniu pułku do odrodzonego Wojska Polskiego, nadano mu nazwę 13 pułku ułanów, pomijając przydomek „wileński”. Pomimo tego, od pierwszych dni swego istnienia nosił nieoficjalnie tę nazwę, podkreślającą pochodzenie jego żołnierzy.

## Działania wojenne
1 stycznia 1919 pułk pod dowództwem rtm. Dąbrowskiego opanował Wilno, rozbrajając oddziały niemieckie. Jednak już 6 stycznia  musiał wycofać się pod naporem jednostek sowieckich. Na rozkaz dowódcy Samoobrony Wileńskiej gen. Władysława Wejtki część oddziałów miała zdać broń oddziałom niemieckim, a następnie zostać przewieziona transportami kolejowymi do Łap. 1 pułk Ułanów Wileńskich odmówił wykonania tego rozkazu i pomaszerował w pełni uzbrojony do Brześcia i dołączyły do Grupy gen. Antoniego Listowskiego. Pułk stanowił jej trzon w walkach prowadzonych na Polesiu. Bił się z powodzeniem o Biteń, Janów i Pińsk. W czasie operacji zaczepnej Wojska Polskiego w kierunku Baranowicz, Lidy i Wilna, grupa prowadziła działania w składzie Dywizji Litewsko-Białoruskiej. Później uczestniczył w walkach wojsk Frontu Litewsko-Białoruskiego, między innymi w bojach o Mołodeczno i Borysów nad Berezyną. 15 stycznia 1920 pułk został wycofany z frontu do Wilna.
Na przełomie maja i czerwca pułk w składzie taktycznej grupy bojowej płk. Stanisława Małachowskiego, w ramach Grupy Operacyjnej gen. Lucjana Żeligowskiego wziął udział w zerwaniu pierwszej operacji zaczepnej sowieckich wojsk Frontu Zachodniego. W czasie lipcowej operacji zaczepnej sowieckiego Frontu Zachodniego pułk prowadził działania opóźniające w ramach ugrupowania polskiej 1 Armii.

W drugiej dekadzie lipca pułk z półbaterią artylerii konnej osłaniał odwrót 10 Dywizji Piechoty znad Niemna. 24 lipca wyruszył ze Starej Kamionki w kierunku Janowa. Po forsownym marszu dotarł w nakazany rejon i uzupełniał swoje szwadrony resztkami rozbitego pod Grodnem 113 pułku ułanów. W trakcie prac organizacyjnych ubezpieczenia zameldowały o nadciągającej kolumnie sowieckiej 15 Dywizji Kawalerii. Dowódca pułku nakazał wycofanie z miejscowości taborów i artylerii. Ochraniać je miał 3 szwadron.
Maszerującą w kierunku na Osowiec kolumnę zaatakowała sowiecka kawaleria. Pierwszą szarżę odparły karabiny maszynowe i artyleria strzelająca na wprost. Równocześnie ppłk Mścisław Butkiewicz poprowadził na nieprzyjacielskie skrzydło szarżę siłami 1 i 2 szwadronów. Zmusiło to czerwonoarmistów do odwrotu. Późnym popołudniem pododdziały 13 pułku ułanów zaatakowała kolejna brygada sowieckiej 15 DK. Zacięte walki przerodziły się w szereg indywidualnych pojedynków na białą broń. W walce wręcz dowódca polskiego pułku ppłk Butkiewicz pokonał i ciężko ranił  dowódcę sowieckiej brygady kawalerii. Polscy ułani uzbrojeni w lance odnosili duże sukcesy w walce, a przeciwnik wobec tego rodzaju broni był bezradny. Po kilku godzinach zapadający zmrok zmusił obie strony do przerwania walki.
W czasie bitwy warszawskiej część pułku prowadziła działania rajdowe na tyłach wojsk sowieckich na północnym Mazowszu. W czasie bitwy niemeńskiej pułk początkowo utrzymywał łączność taktyczną między 3 Dywizją Piechoty Legionów a Dywizją Górską, a następnie został włączony do 2 Brygady Jazdy, która w ramach grupy pościgowej prowadziła pościg za wycofującymi się wojskami prawego skrzydła sowieckiego Frontu Zachodniego w kierunku na Mołodeczno.
Pod koniec pierwszej dekady października 1920 r., gdy część pododdziałów pułku prowadziła działania rozpoznawcze w kierunku Mińska, został on przekazany do 3 Dywizji Piechoty Legionów prowadzącej natarcie na Święciany, a następnie na kierunku Kobylnik – Duniłowicze – Głębokie. Następnie dołączył do grupy wojsk gen. Lucjana Żeligowskiego, których zadaniem było opanowanie Wilna i Wileńszczyzny. W działaniach tych pułk wykonał kilka zagonów: na Szyrwinty, na Pozelwę i wreszcie w osławionym zagonie Wileńskiej Brygady Jazdy na Kiejdany.
W czasie jednego z nich pułkownik Mścisław Butkiewicz wyruszył z Wornian i przeprawił się mostem kolejowym przez Wilię, po czym w bród przez Żejmianę koło wsi Drużele i podjął marsz na Podkrzyż, Dojlidany, Poszyle, Gieglówkę. Koło wsi Helenowo pluton podchorążego Wacława Rusieckiego z 2 szwadronu wykonał szarżę na litewskich huzarów i wziął 8 jeńców i 10 koni.
Przez cały 1921 pułk pełnił służbę na linii demarkacyjnej z Litwinami. 13 kwietnia 1922 został przewieziony transportami kolejowymi do Głębokiego, gdzie stacjonował, zwalczając jednocześnie sowieckie grupy dywersyjne.

### Kawalerowie Virtuti Militari i odznaczeni Krzyżem Zasługi Wojsk Litwy Środkowej
| Żołnierze pułku odznaczeni Krzyżem Srebrnym Orderu Wojskowego Virtuti Militari za wojnę 1918–1920 | Żołnierze pułku odznaczeni Krzyżem Srebrnym Orderu Wojskowego Virtuti Militari za wojnę 1918–1920 | Żołnierze pułku odznaczeni Krzyżem Srebrnym Orderu Wojskowego Virtuti Militari za wojnę 1918–1920 |
| ------------------------------------------------------------------------------------------------- | ------------------------------------------------------------------------------------------------- | ------------------------------------------------------------------------------------------------- |
| śp. uł. Ignacy Bakinowski nr 3576                                                                 | plut. Wojciech Berdowski                                                                          | kpr. Aleksander Brochocki nr 3898                                                                 |
| ppor. Andrzej Brochocki nr 3537                                                                   | por. Stanisław Brochocki nr 3536                                                                  | plut. Witold Buko                                                                                 |
| ppłk Mścisław Butkiewicz                                                                          | kpr. Jan Chalecki                                                                                 | kpr. Antoni Downarowicz                                                                           |
| rtm. Konstanty Drucki-Lubecki                                                                     | ppor. Józef Fiedorowicz                                                                           | plut. Mirosław Gajewski                                                                           |
| uł. Leon Gębuś                                                                                    | rtm. Kazimierz Hrakałło-Horawski                                                                  | st. uł. Jan Iwaszkiewicz                                                                          |
| plut. Jan Kaliński                                                                                | pchor. Wacław Kamionka                                                                            | kpr. Kazimierz Kiktysz                                                                            |
| pchor. Jan Konarzewski                                                                            | śp. ppor. Apolinary Krasowski nr 3570                                                             | st. uł. Józef Krasowski                                                                           |
| ppor. Wacław Krydel                                                                               | plut. Michał Kubski                                                                               | pchor. Konstanty Kuczyński                                                                        |
| kpr. Wacław Lipowicz                                                                              | st. wchm. Stanisław Łada                                                                          | kpr. Stanisław Ławrowski                                                                          |
| uł. Jan Michałowski                                                                               | rtm. Mikołaj Michniewicz-Hetman                                                                   | kpr. Bolesław Obuchowski                                                                          |
| kpr. Wacław Pac-Pomarnacki                                                                        | plut. Stanisław Poźniak                                                                           | st. wachm. Julian Puzinawski                                                                      |
| st. wachm. Włodzimierz Prosiński                                                                  | plut. Franciszek Romanowski                                                                       | plut. Stanisław Rusiecki                                                                          |
| ppor. Witold Rusiecki                                                                             | kpr. Antoni Sawicki                                                                               | st. uł. Stanisław Sawlewicz                                                                       |
| plut. Jan Songin                                                                                  | uł. Józef Strumiłło                                                                               | uł. Jan Symonowicz                                                                                |
| kpr. Alfred Szachno                                                                               | plut. Witold Szczemiński                                                                          | st. wchm. Józef Szokol-Ejgert                                                                     |
| plut. Stefan Szyłkiewicz                                                                          | plut. Władysław Trachim                                                                           | pchor. Jan Tyszkiewicz                                                                            |
| st. wachm. Kalikst Węcławowicz                                                                    | st. wachm. Faustyn Zdrojewski nr 3545                                                             |                                                                                                   |

| Żołnierze pułku odznaczeni Krzyżem Zasługi Wojsk Litwy Środkowej |                                    |                                 |
| pchor. Stanisław Aleksandrowicz                                  | por. Karol Bohdanowicz             | uł. Jan Borguld                 |
| ppłk Mścisław Bulkiewicz                                         | por. Stanisław Chodzyński          | uł. Józef Chrzan                |
| wchm. Władysław Dobrowolski                                      | uł. Walenty Drożdżyński            | kpr. Władysław Druciarz         |
| kpr. Józef Falasz                                                | uł. Stanisław Gałka                | uł. Mieczysław Garbowski        |
| wchm. Stanisław Guźniczak                                        | uł. Władysław Gzik                 | ppor. Jackowski                 |
| rtm. Witold Jukowiecki                                           | rtm. Józef Juniewicz               | płk Franciszek Kaczkowski       |
| pchor. Wacław Kamionko                                           | st. uł. Władysław Kawel            | kpr. Jan Kędra                  |
| kpr. Antoni Kokot                                                | st. uł. Józef Krawczyk             | uł. Ferdynand Krukowski         |
| pchor. Konstanty Kuczyński                                       | plut. Adam Kuliberda               | rtm. Bolesław Lisowski          |
| st. uł. Roman Liss                                               | por. Witold Masłowski              | rtm. Mikołaj Michniewicz-Helman |
| uł. Stanisław Mokswa                                             | st. uł. Jan Noga                   | plut. Józef Ogórek              |
| uł. Jan Piątek                                                   | pchor. Włodzimierz Prosiński       | st. uł. Władysław Rak           |
| st. uł. Romuald Rauba                                            | st. uł. Franciszek Rudomia         | uł. Wacław Rudomin              |
| ppor. Stanisław Rusiecki                                         | ppor. Wacław Rusiecki              | st. uł.Władysław Słonona        |
| uł. Jan Spychało                                                 | st. uł. Wacław Stanowski           | kpr. Franciszek Świech          |
| plut. Stefan Szyłkiewicz                                         | ppor. Bronisław Szymkiewicz        | uł. Stanisław Trojan            |
| pchor. Józef Tyszkiewicz                                         | wachm. sztab. Bronisław Urbanowicz | uł. Adam Włodarczyk             |
| st. uł. Józef Wojciechowski                                      | uł. Władysław Wojciechowski        | st. uł. Czesław Zygmuntowicz    |

## Pułk w okresie pokoju

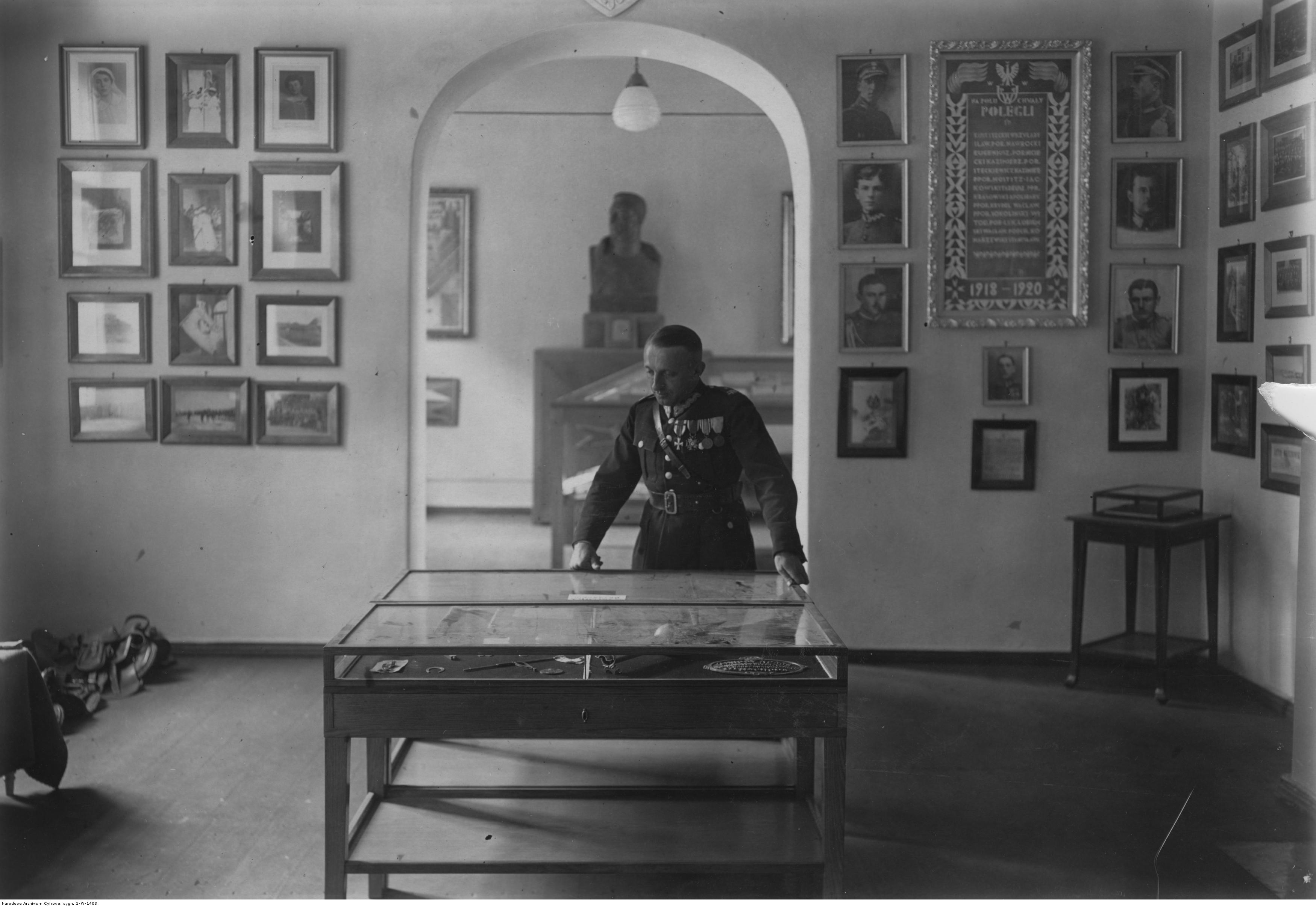
Muzeum 13 p.uł. w Wilnie; 1931 r.

W końcu 1921 pułk pełnił służbę na granicy z Litwą, a następnie przez krótki czas stacjonował w Głębokiem. Ostatecznie pod koniec 1922 został przeniesiony do Nowej Wilejki, gdzie przebywał do końca istnienia II RP.

Po przyłączeniu Litwy Środkowej do Rzeczypospolitej pułk w latach 1922–1924 wchodził w skład III Brygady Jazdy, a w latach w latach 1924–1937 w skład 3 Samodzielna Brygada Kawalerii. Po ostatniej przed wybuchem II wojny światowej reorganizacji kawalerii w 1937 pułk pozostał w Wileńskiej Brygadzie Kawalerii.
19 maja 1927 minister spraw wojskowych marszałek Polski Józef Piłsudski ustalił i zatwierdził dzień 30 kwietnia jako datę święta pułkowego. 6 czerwca 1928 minister spraw wojskowych marszałek Polski Józef Piłsudski zmienił datę święta pułkowego 13. p.uł. z dnia 30 kwietnia na dzień 25 lipca.
18 marca 1930 Minister Spraw Wojskowych nadał jednostce nazwę „13 pułk Ułanów Wileńskich”.

### Szwadron tatarski
Minister Spraw Wojskowych rozkazem z 9 czerwca 1936 nadał 1 szwadronowi 13 pułku Ułanów Wileńskich nazwę „Tatarskiego”. Od tego roku zaczęto kierować do niego wszystkich poborowych Tatarów polskich. Podczas uroczystego składania serca marszałka Józefa Piłsudskiego na cmentarzu wileńskim na Rossie, 1 szwadron pełnił honorową asystę. Podczas święta pułkowego 25 lipca 1937 wręczono szwadronowi buńczuk wykonany według wzorów starotatarskich, który ufundowany został przez całą społeczność tatarską Polski.

### Koszary

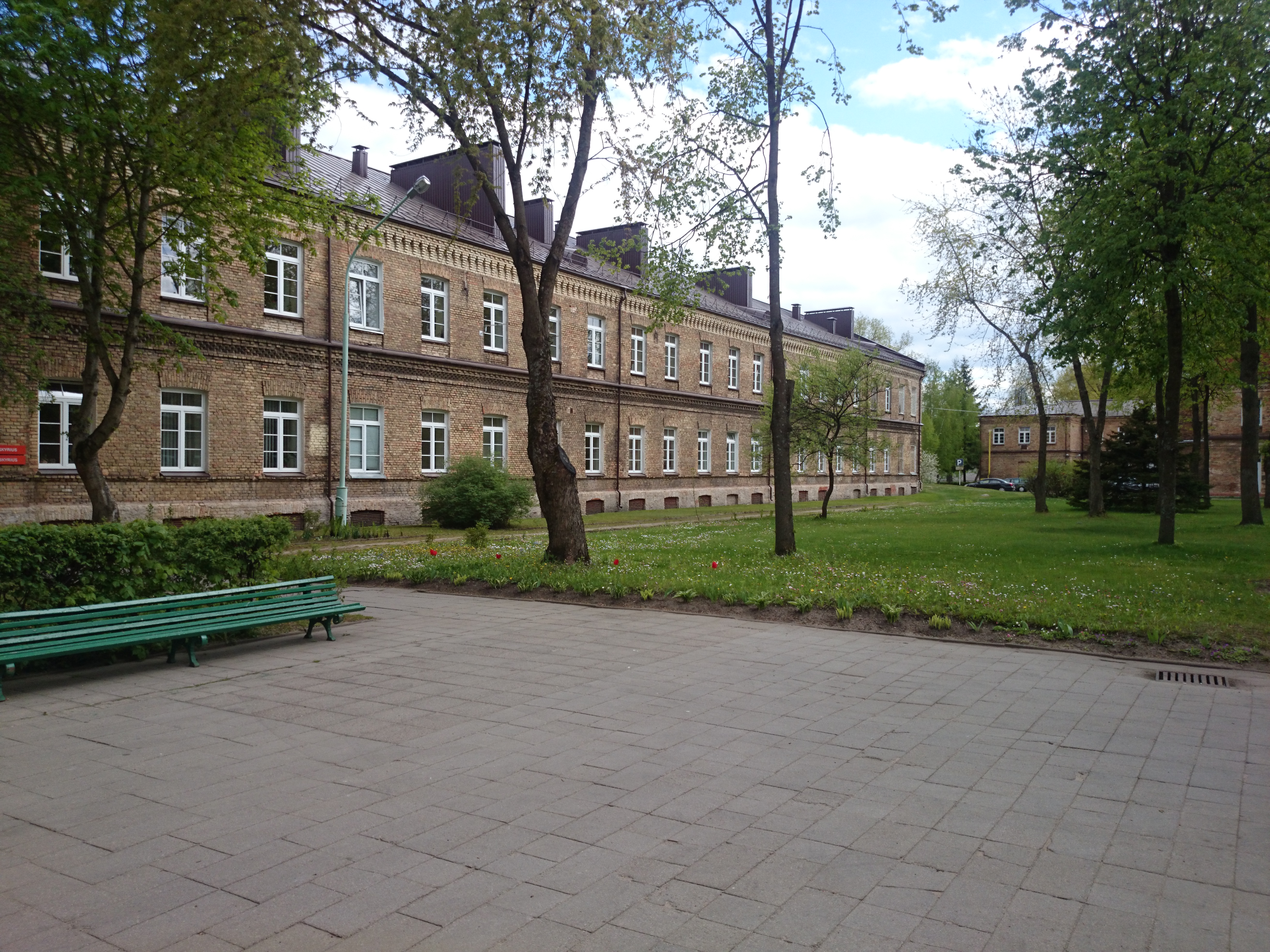
koszary w Nowej Wilejce (2020)

22 grudnia 1918 ochotnicze oddziały jazdy Samoobrony Wileńskiej skoncentrowały się w majątku Aleksandrowiczów w Pośpieszce i utworzyły 1 pułk Ułanów Wileńskich. Dzień później ułani przenieśli sie na Antokol do dawnych koszar rosyjskiego 3 pułku Kozaków Dońskich. 5 stycznia 1919 pułk opuścił miasto, by powrócić do niego dopiero 15 stycznia 1920 i zająć Koszary Poniatowskiego. Stąd 23 kwietnia wyruszył na front. Po zakończeniu działań bojowych pełnił służbę graniczną w okolicach Podbrzezia, a do Wilna powrócił w ostatnich miesiącach 1921, zajmując najprawdopodobniej Koszary Kalwaryjskie. Już 13 kwietnia 1922 pułk został wywieziony ponownie na kwatery polowe, tym razem w rejon Głębokiego.

Dowództwo pułku i drużyna dowódcy zakwaterowały się początkowo w Głębokiem, by później przenieść się do dworu Oskierków w Oziercach; 1 szwadron rozlokował się w nieczynnej gorzelni w Oziercach, 2 szwadron – w dawnym klasztorze Bazylianów w Berezweczu, 3 szwadron – w opuszczonym majątku Platerów, pozostałe oddziały – prawdopodobnie w Zabielach. Szwadron zapasowy pułku stacjonował od pierwszej połowy sierpnia 1922 w Wołkowysku.

We wrześniu 1922 pułk skierowany został do stałego garnizonu w Nowej Wilejce. Koszary stanowił ogromny, drewniano-murowany budynek byłego rosyjskiego szpitala psychiatrycznego. Z uwagi na niedostateczne warunki lokalowe, I/13 puł. jeszcze przez rok pozostawał w Oziercach.

### Konie
Konie starano się grupować według maści w poszczególnych pododdziałach według następującego schematu: 1 szwadron – złote kasztany, 2 szwadron – gniade, 3 szwadron – ciemne kasztany, 4 szwadron – kare, szwadron karabinów maszynowych – skarogniade, pluton łączności – szpaki i pluton trębaczy – siwe. Pułk nie odnotował znaczących sukcesów w dziedzinie sportu konnego na szczeblu krajowym, natomiast w zawodach jeździeckich na Wileńszczyźnie oficerowie pułku niejednokrotnie zdobywali czołowe miejsca.

### Mobilizacja
| Pułk w planie mobilizacyjnym „S” | Pułk w planie mobilizacyjnym „S” | Pułk w planie mobilizacyjnym „S” |
| Nazwa pododdziału                | Miejsce mobilizacji              | Termin                           |
| -------------------------------- | -------------------------------- | -------------------------------- |
| dowódca pułku z drużyną          | Nowowilejka                      | alarm                            |
| pluton łączności                 | Nowowilejka                      | alarm                            |
| 1÷4 szwadrony                    | Nowowilejka                      | alarm                            |
| szwadron karabinów maszynowych   | Nowowilejka                      | alarm                            |
| drużyna dowódcy dywizjonu nr 49  | Wołkowysk                        | 8                                |
| szwadron kawalerii nr 1/49       | Wołkowysk                        | 8                                |
| pluton ckm nr 49                 | Wołkowysk                        | 8                                |
| kolumna taborowa nr 373          | Wołkowysk                        | 9                                |
| uzupełnienie do czasu „W”        | Wołkowysk                        | 6                                |
| szwadron marszowy 1/13 puł       | Wołkowysk                        | 18                               |
| pluton marszowy nr 1/49          | Wołkowysk                        | 30                               |
| szwadron zapasowy                | Wołkowysk                        | do 15                            |

| Obsada personalna i struktura organizacyjna w marcu 1939 | Obsada personalna i struktura organizacyjna w marcu 1939 |
| Stanowisko                                               | Stopień, imię i nazwisko                                 |
| -------------------------------------------------------- | -------------------------------------------------------- |
| dowódca pułku                                            | ppłk dypl. Janusz Bokszczanin                            |
| I zastępca dowódcy                                       | mjr dypl. Jan Schaitter                                  |
| p.o. adiutanta                                           | rtm. Jan Tarnowski                                       |
| lekarz medycyny                                          | por. lek. Stanisław Januszewski                          |
| starszy lekarz weterynarii                               | mjr Józef Lange                                          |
| komendant rejonu PW Konnego                              | por. Zygmunt Włodzimierz Mikulski                        |
| II zastępca dowódcy (kwatermistrz)                       | mjr Władysław Paweł Wójtowicz                            |
| oficer mobilizacyjny                                     | rtm. adm. (kaw.) Apolinary Walerian                      |
| zastępca oficera mobilizacyjnego                         | por. Bogdan Antoni Kiersnowski                           |
| oficer administracyjno-materiałowy                       | rtm. adm. (kaw.) Stanisław Edward Bazylczuk              |
| dowódca szwadronu gospodarczego                          | vacat                                                    |
| oficer gospodarczy                                       | kpt. int. Władysław Polnik                               |
| oficer żywnościowy                                       | chor Stanisław Mazur                                     |
| dowódca plutonu łączności                                | por. Zygmunt Włodzimierz Mikulski                        |
| dowódca plutonu kolarzy                                  | vacat                                                    |
| dowódca plutonu ppanc.                                   | por. Andrzej Adam Szamota                                |
| dowódca 1 szwadronu                                      | rtm. Aleksander Jeljaszewicz                             |
| dowódca plutonu                                          | por. Włodzimierz Makaliński                              |
| dowódca plutonu                                          | por. Tadeusz Zdzisław Tyczyński                          |
| dowódca 2 szwadronu                                      | rtm. Jan Tarnowski                                       |
| dowódca plutonu                                          | por. Jerzy Marian Rostworowski                           |
| dowódca 3 szwadronu                                      | vacat                                                    |
| dowódca plutonu                                          | por. Zygmunt Barcicki                                    |
| dowódca plutonu                                          | por. Konstanty Sołtan                                    |
| dowódca plutonu                                          | ppor. Bolesław Klincewicz                                |
| dowódca 4 szwadronu                                      | rtm. Kazimierz Nawrocki                                  |
| dowódca plutonu                                          | ppor. Tadeusz Józef Batorowicz                           |
| dowódca plutonu                                          | ppor. Mieczysław Bubień                                  |
| p.o. dowódcy szwadronu km                                | por. Andrzej Adam Szamota                                |
| dowódca plutonu                                          | ppor. Romuald Morgiewicz                                 |
| dowódca plutonu                                          | ppor. Wieńczysław Ter-Barsegow                           |
| dowódca szwadronu zapasowego                             | mjr Jan Bączkowski                                       |
| zastępca dowódcy szwadronu zapasowego                    | vacat                                                    |
| na kursie                                                | rtm. Stanisław Alexandrowicz                             |
| na kursie                                                | rtm. Tadeusz Józef Cichowski                             |
| na kursie                                                | rtm. Bolesław Sediwi                                     |
| na kursie                                                | ppor. Marian Kisielewicz                                 |

## Wojna obronna 1939
W wojnie obronnej 1939 13 pułk Ułanów Wileńskich pod dowództwem ppłk. dypl. Józefa Szostaka walczył w składzie Wileńskiej Brygady Kawalerii płk. dypl. Konstantego Druckiego-Lubeckiego. Od 2 do 5 września brał udział w walkach pod Piotrkowem Trybunalskim. W dniach 9 i 10 września poniósł dotkliwe straty w czasie przeprawy przez Wisłę, na przyczółku pod Maciejowicami. Następnie walczył na Lubelszczyźnie. Rozbity został na przeprawie pod Tomaszowem Lubelskim koło wsi Suchowola. 1 szwadronowi przypisuje się wykonanie jednej z szarż kawaleryjskich przeprowadzonych we wrześniu 1939. Szarżą dowodził rotmistrz Aleksander Jeljaszewicz, a wykonana została  w okolicach Maciejowic.
Po bitwie część ułanów przez jakiś czas błądziła po nieznanym terenie, zachowując przy tym karność i dyscyplinę. Wkrótce weszła w skład Samodzielnej Grupy Operacyjnej „Polesie” gen. Franciszka Kleeberga. Inna grupa na czele z rtm. A. Jeljaszewiczem podążyła ku granicy węgierskiej.
| Struktura organizacyjna i obsada personalna we wrześniu 1939 | Struktura organizacyjna i obsada personalna we wrześniu 1939 |
| ------------------------------------------------------------ | ------------------------------------------------------------ |
| dowódca pułku                                                | ppłk dypl. kaw. Józef Szostak                                |
| zastępca dowódcy pułku                                       | mjr kaw. Władysław Paweł Wójtowicz                           |
| kwatermistrz                                                 | rtm. adm. (kaw.) Stanisław Edward Bazylczuk                  |
| adiutant i oficer informacyjny                               | rtm. Jan Tarnowski                                           |
| oficer ordynansowy                                           | ppor. kaw. Mieczysław Bubień                                 |
| oficer broni i gazu                                          | ppor. kaw. rez. Zygmunt Maciejewski                          |
| lekarz                                                       | por. lek. dr Stanisław Januszewski                           |
| lekarz weterynarii                                           | kpt. lek. wet. Jerzy Łubkowski                               |
| kapelan                                                      | ks. kpl. rez. Stefan Kiwiński                                |
| szef kancelarii                                              | st. wachm. Piotr Sadowski                                    |
| dowódca szwadronu gospodarczego                              | por. kaw. rez. Jan Essel                                     |
| wachmistrz szef                                              | wachm. Władysław Chruśliński                                 |
| oficer żywnościowy                                           | chor. Stanisław Mazur                                        |
| płatnik                                                      | por. kaw. rez. Ryo (?)                                       |
| dowódca 1 szwadronu                                          | rtm. Aleksander Jeljaszewicz                                 |
| dowódca 2 szwadronu                                          | rtm. Stanisław Zakrzewski                                    |
| dowódca 3 szwadronu                                          | rtm. Bolesław Sediwi                                         |
| dowódca 4 szwadronu                                          | rtm. Kazimierz Nawrocki                                      |
| dowódca 5 szwadronu km                                       | rtm. Tadeusz Cichowski                                       |

## W ramach Armii Krajowej
Poszczególne pododdziały 13 pułku Ułanów Wileńskich AK zostały odtworzone w 1944 w Okręgu Wileńskim AK w kilku ośrodkach: dywizjon konny na terenie Puszczy Rudnickiej, szwadron konny przy 3 Brygadzie Wileńskiej AK, pluton konny przy 4 Brygadzie Wileńskiej AK oraz pluton konny na terenie Puszczy Kampinoskiej.

## Symbole pułkowe

### Sztandar
29 czerwca 1919, w Wilnie, gen. ppor. Edward Śmigły-Rydz wręczył delegacji pułku, przybyłej z frontu, sztandar ufundowany przez społeczeństwo ziemi wileńskiej.
27 września 1939 por. Tadeusz Batorowicz odjął płachtę sztandaru od drzewca. Pokrowiec, orła i szarfy zakopali ułani w zagajniku. W momencie kapitulacji, na rozkaz dowódcy 4 szwadronu, por. Batorowicz zakopał sztandar przy drodze Medyka–Przemyśl.
W latach 1971–1973 aktywną akcję poszukiwania sztandaru pułku podjął mjr Norbert Binder, syn podoficera pułku. 20 października 1979 odnalazł on pod Medyką puszkę grotu sztandaru 13 p.uł., z numerem 13 na przedniej ściance podstawy. Jedyny relikt ze sztandaru 13 pułku trafił do zbiorów Muzeum WP.

### Odznaka pamiątkowa
Odznaka zatwierdzona Dz. Rozk. MSWojsk. nr 16, poz. 243 z 24 kwietnia 1924 posiada kształt krzyża maltańskiego, którego ramiona pokryte są żłobkowaną różową emalią. Pośrodku krzyża złocony ryngraf z wizerunkiem Matki Boskiej Ostrobramskiej. Oficerska - dwuczęściowa, wykonana w srebrze lub w tombaku srebrzonym i złoconym, na rewersie numerowana.
Żołnierze 1 szwadronu 13 puł nosili na kołnierzu półksiężyc z gwiazdą.

### Barwa
| Proporczyk | Opis |
| ---------- | --- |
|            | Proporczyki na lancach i patkach mundurów były w kolorze różowym z (niebieskim) chabrowym wąskim paskiem pośrodku W 1 szwadronie tatarskim na proporczykach mundurowych dodatkowo pozłacany emblemat w formie półksiężyca z gwiazdą |
|            | proporczyk dowództwa w 1939 |
|            | proporczyk dowództwa w 1939 (wersja z symbolami 1 szwadronu tatarskiego) |
|            | proporczyk 1 szwadronu w 1939 |
|            | proporczyk 1 szwadronu w 1939 (2. wersja) |
|            | proporczyk 2 szwadronu w 1939 |
|            | proporczyk 3 szwadronu w 1939 |
|            | proporczyk 4 szwadronu w 1939 |
|            | proporczyk 5 szwadronu ckm w 1939 |
|            | proporczyk plutonu łączności w 1939 |
| Inne       | Opis |
|            | Na czapce rogatywce – otok różowy |
|            | Szasery ciemnogranatowe, lampasy różowe, wypustka różowa |
|            | „Łapka” (do 1921) – karmazynowa |

### Żurawiejki
| Zawsze dzielny i bojowy, To trzynasty pułk różowy.                         | A trzynasty, choć różowy Jednak w boju jest morowy.    | Kolor jego jest różowy, Wielka granda, lecz bojowy.       | A trzynasty, to zasrańce, Pod Wilejką gubią lance.       |
| Chociaż otok ma różowy, To jest jednak pułk bojowy.                        | A trzynasty, ten różowy, Wielka granda, lecz bojowy.   | Wzrok ich dumny, mina pańska, To trzynastka jest ułańska. | Swoich grabi, Żydów łupi, Pułk trzynasty nie jest głupi. |
| Otok jego jest różowy, Dawniej był to pułk bojowy.                         | A trzynasty, ten różowy, To naprawdę pułk bojowy.      | Wzrok sokoli, mina pańska, To trzynastka jest ułańska.    | A trzynastka Dąbrowskiego, Bije Żydów, coś strasznego.   |
| Weneryczny i pijański, To trzynasty pułk ułański.                          | Ukraść kury, uciec w zboże, Pułk trzynasty tylko może. | A kto chłopom gwałci wdowy, To trzynasty pułk morowy      | Wrogów bije, swoich łupi, To trzynasty pułk niegłupi.    |
| Po każdej zwrotce: Lance do boju, szable w dłoń, bolszewika goń, goń, goń! |                                                        |                                                           |                                                          |

| Z przodu księżyc, z tyłu gwiazda, To tatarska nasza jazda.                 | Na łbie księżyc, niżej gwiazda, To tatarska nasza jazda.     | W dupie księżyc, w sercu gwiazda, To tatarska nasza jazda.  |
| Na łbie księżyc, wyżej gwiazda, Sławna to tatarska jazda.                  | Księżyc w czole, w dupie gwiazda, To tatarska nasza jazda.   | Pół Tatarów, pół Polanów, To trzynasty pułk ułanów.         |
| Po każdej zwrotce: Lance do boju, szable w dłoń, bolszewika goń, goń, goń! | Na dupie plaster, na łbie gwiazda, To tatarska sławna jazda. | Z przodu księżyc, z tyłu gwiazda, To słynna tatarska jazda. |

| Zwrotka | Refren                                                                                      |
| --- | ------------------------------------------------------------------------------------------- |
| Nie formowali nas w koszarach, Nie znaliśmy żołnierski znój. Nie spaliśmy na twardych narach, Lecz poszliśmy od razu w bój. | My, wileńska jazda, Półksiężyc i gwiazda. Walczymy cały czas, Choć mało nas, choć mało nas. |

## Wileńscy ułani

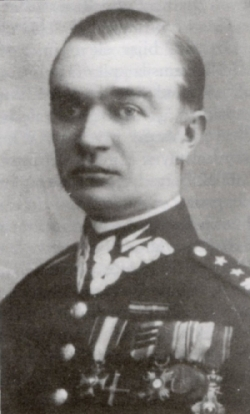
Płk dypl. Józef Szostak

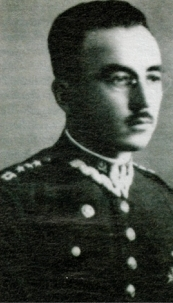
Rotmistrz Aleksander Jeljaszewicz, dowódca szwadronu tatarskiego.

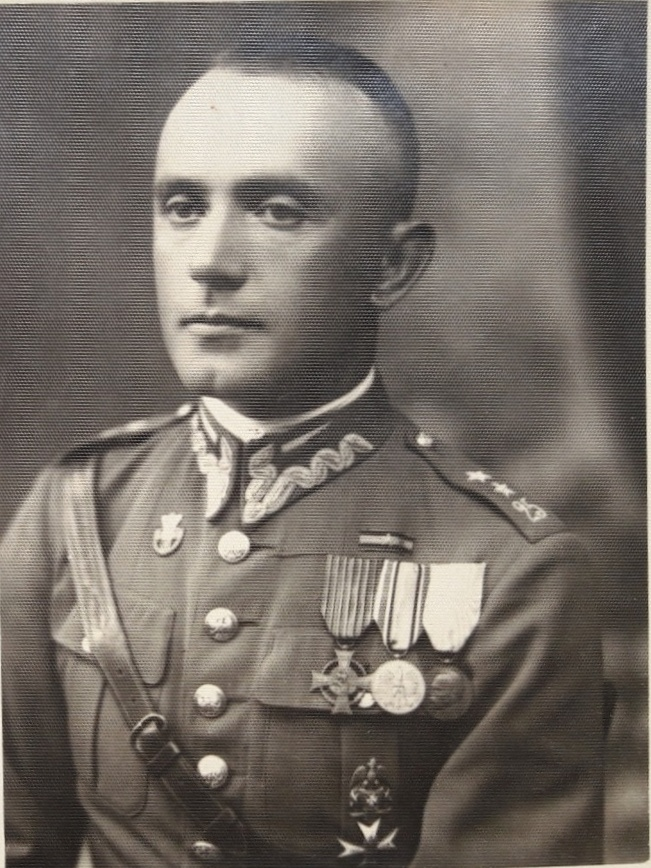
Rtm. Stanisław Edward Bazylczuk

### Dowódcy i zastępcy dowódcy pułku
| Stopień, imię i nazwisko                 | Okres pełnienia służby  | Kolejne stanowisko            |
| Dowódcy pułku                            | Dowódcy pułku           | Dowódcy pułku                 |
| ---------------------------------------- | ----------------------- | ----------------------------- |
| mjr Władysław Dąbrowski                  | XII 1918 – I 1920       |                               |
| płk Eugeniusz Ślaski                     | I – VII 1920            |                               |
| płk Mścisław Butkiewicz                  | VII 1920 – IV 1922      |                               |
| tyt. płk Terencjusz O’Brien de Lacy      | IV – VIII 1922          |                               |
| tyt. płk Rajmund Brzozowski              | VIII 1922 – IX 1924     |                               |
| płk Aleksander Kunicki                   | II 1925 – XI 1927       |                               |
| ppłk / płk dypl. Adam Korytowski         | XI 1927 – IV 1930       |                               |
| ppłk Czesław Chmielewski                 | IV 1930 – IV 1937       |                               |
| płk Kazimierz Żelisławski                | IV 1937 – III 1939      |                               |
| ppłk dypl. Janusz Bokszczanin            | III – VII 1939          |                               |
| ppłk dypl. Józef Szostak                 | VII – IX 1939           |                               |
| Zastępcy dowódcy pułku                   |                         |                               |
| ppłk tyt. płk kaw. Czesław Piłsudski     | 1924 – II 1927          |                               |
| mjr kaw. Gustaw Zawadzki                 | p.o. II 1927 – I 1928   |                               |
| ppłk kaw. Tadeusz Dackiewicz             | do XI 1928              | rej. insp. koni w Mołodecznie |
| ppłk dypl. kaw. Konstanty Drucki-Lubecki | XI 1928 – 22 III 1929   | dowódca 2 p.szwol.            |
| ppłk kaw. Kazimierz Plisowski            | 6 VII 1929 – 10 XI 1932 | dowódca 10 psk                |
| mjr dypl. kaw. Jerzy Skrzydlewski        | od 9 XII 1932           |                               |
| mjr dypl. kaw. Jan Schaitter             |                         |                               |

### Żołnierze 13 pułku ułanów - ofiary zbrodni katyńskiej
Biogramy ofiar zbrodni katyńskiej znajdują się między innymi w bazach udostępnionych przez Ministerstwo Kultury i Dziedzictwa Narodowego oraz Muzeum Katyńskie.
| Nazwisko i imię    | stopień              | zawód                 | miejsce pracy przed mobilizacją | zamordowany |
| ------------------ | -------------------- | --------------------- | ------------------------------- | ----------- |
| Mazur Stanisław    | chorąży              | żołnierz zawodowy     | oficer żywnościowy              | Katyń       |
| Staszewicz Jan     | por. kaw. rez.       |                       | majątek Teklinopol              | Katyń       |
| Zamojski Jan       | podporucznik rezerwy | lekarz dr weterynarii |                                 | Katyń       |
| Uszyłło Mieczysław | podporucznik rezerwy |                       |                                 | Charków     |

## Tradycje
- Tradycje 13 pułku Ułanów Wileńskich kultywowała w latach 90. XX w. 3 Brygada Pancerna z Trzebiatowa.
- Tradycje 13 pułku Ułanów Wileńskich kultywuje Kielecki Ochotniczy Szwadron Kawalerii im. 13 Pułku Ułanów Wileńskich, Związek Tatarów Rzeczypospolitej Polskiej oraz Stowarzyszenie Świętokrzyski Szwadron Kawalerii Ochotniczej im. Henryka Dobrzańskiego „Hubala” w Barwach 13 Pułku Ułanów Wileńskich GRH[62].
- Tradycje 13 pułku Ułanów Wileńskich kultywuje też (2020)  Wileński Klub Rekonstrukcji Historycznej Garnizonu w Nowej Wilejce[63].